# Hard Drive Inspector
Hard Drive Inspector — условно-бесплатная утилита (ознакомительный период 14 дней), разрабатываемая компанией «Альтрикс ПО» (AltrixSoft). Предназначена для контроля состояния жёстких дисков и ведущая постоянное наблюдение их технических условий эксплуатации. Используя технологию S.M.A.R.T., Hard Drive Inspector осуществляет наблюдение за текущим состоянием различных жизненно важных параметров, описывающих надёжность и производительность диска. Анализируя эти данные, программа предупреждает пользователя в том случае, когда параметры указывают на критическое падение надёжности винчестера, то есть возможен сбой в работе диска.

## История версий
Основные изменения в версиях программы:
- 0.1 (7 января 2002) — альфа-версия;
- 0.2 (25 декабря 2002) — бета-версия;
- 0.9 (17 ноября 2003) — релиз-кандидат;
- 1.0 (11 октября 2004) — первая стабильная версия;
- 2.0 (13 февраля 2007) — добавлен упрощённый рабочий режим, а также управление шумом и энергопотреблением жёсткого диска;
- 2.20 (27 марта 2007) — добавлена поддержка жёстких дисков, подключаемых по интерфейсу USB;
- 2.30 (23 апреля 2007) — прекращена поддержка Windows 98/ME/NT 4.0;
- 2.32 (7 мая 2007) — добавлена русскоязычная справка;
- 2.41 (29 мая 2007) — выпуск версии для ноутбуков[5];
- 3.0 (6 ноября 2008) — добавлена поддержка RAID-контроллеров, SCSI и SSD-накопителей;
- 3.27 (26 июня 2009) — добавлена поддержка Windows 7;
- 4.00 (24 октября 2012) — добавлена поддержка Windows 8[6];
- 4.13 (10 марта 2013) — прекращена поддержка Windows 2000;
- 4.28 (7 июля 2014) — добавлена поддержка Windows Server 2012;
- 4.35 (28 июля 2015) — последняя версия.

## Возможности
Основные возможности программы:
- S.M.A.R.T. мониторинг;
- Слежение за температурой диска;
- Управление шумом и энергопотреблением диска;
- Отображения информации о состоянии диска;
- Отправка сообщений по электронной почте в случае неисправности или неправильной работы диска.

### Сравнение
Сравнение утилит для контроля состояния жёсткого диска на 2012 год:
|                                               | CrystalDiskInfo | HD Tune Pro | Ashampoo HDD Control 2 | Hard Disk Sentinel | Hard Drive Inspector | Victoria  |
| --------------------------------------------- | --------------- | ----------- | ---------------------- | ------------------ | -------------------- | --------- |
| Рекомендованная цена, рублей                  | бесплатно       | 1100        | 800                    | 750                | 600                  | бесплатно |
| Сканирование на наличие повреждённых секторов |                 |             |                        |                    |                      |           |
| Перемагничивание повреждённых секторов        |                 |             |                        |                    |                      |           |
| Слежение за температурой                      |                 |             |                        |                    |                      |           |
| Тест скорости чтения/записи                   |                 |             |                        |                    |                      |           |
| Поддержка внешних запоминающих устройств      |                 |             |                        |                    |                      |           |
| Управление акустическим шумом                 |                 |             |                        |                    |                      |           |
| SMART-монитор                                 |                 |             |                        |                    |                      |           |
| Автоматическая дефрагментация                 |                 |             |                        |                    |                      |           |
| Тестирование производительности               |                 |             |                        |                    |                      |           |

## Интерфейс
Hard Drive Inspector имеет два рабочих режима.

### Упрощённый режим
Предназначен для начинающих пользователей, не имеющих особых знаний о жёстком диске. В этом режиме, во вкладке «Основная информация», показывается только наиболее важная информация о текущем состоянии дисков:
- Индикатор состояния диска;
- Основные технические характеристики;
- Надёжность, производительность и наличие ошибок;
- Краткое словесное описание текущего состояния;
- Рекомендации для предотвращения потери данных;
- Температура;
- Прогноз даты T.E.C. (Threshold Exceed Condition).

### Расширенный режим
Предназначен для опытных пользователей. Помимо вкладки «Основная информация», имеет вкладки «Техническая информация» и «S.M.A.R.T. подробно», показывающие более детальное представление о состоянии дисков:
- Техническая информация (прошивка, геометрия, размер буфера, поддерживаемые режимы передачи данных и т. д.);
- Информацию о S.M.A.R.T. атрибутах в виде таблицы (название и описание, текущее состояние, значение и флаги);
- Диаграмма S.M.A.R.T., показывающая графическое представление работы алгоритма предсказания T.E.C.

## Редакции
- Professional (Профессиональная) — версия для стационарных компьютеров и контроля жёстких дисков[8].
- for Notebooks (для Ноутбуков) — версия для ноутбуков. Обладает всеми возможностями профессиональной версии, но учитывает специфику мониторинга жёстких дисков ноутбуков[9].
- SSD — версия для твердотельных накопителей и поддерживающая только их[8]. Распространяется через продажи SSD устройств (OEM продажи).

## Системные требования
- Операционная система Windows XP/2003/Vista/2008/7/8/8.1/2012[3].
- 10 Мб свободного места на диске.
- жёсткий диск с интерфейсом ATA (PATA или SATA) или SCSI либо SSD диск.
- мышь.
- видеокарта VGA 16 цветов (рекомендуется High color[англ.]).